# 西山泊雲
西山 泊雲（にしやま はくうん 1877年4月3日 - 1944年9月15日）は、兵庫県出身の俳人。本名亮三。

## 生涯
兵庫県竹田村（現丹波市）生。酒造家西山騰三の長男。弟は野村泊月で、泊月の紹介で高浜虚子に師事した。酒造業を継いだが、青年期には神経衰弱に陥り家出や自殺未遂を経験。また家業が不振となった折には、虚子がその醸造酒を「小鼓」と命名し、「ホトトギス」に何度も広告を出して再興を助けた。
鈴木花蓑と並び「ホトトギス」沈滞期を代表する作家で同誌巻頭を28回取っているが、山本健吉は（花蓑と比べても）「泊雲のほうがより没主観の写生主義であり、句柄も鈍重で冴えたところがない」としている（『定本現代俳句』「鈴木花蓑」の項）。泊月とともに丹波二泊とも呼ばれた。代表句に「土間にありて臼は王たり夜半の月」。句集に『泊月句集』（1934年、巧芸社）。